# Byssoloma leucoblepharum
Byssoloma leucoblepharum är en lavart som först beskrevs av William Nylander och fick sitt nu gällande namn av Edvard Vainio. 
Byssoloma leucoblepharum ingår i släktet Byssoloma och familjen Pilocarpaceae. Inga underarter finns listade i Catalogue of Life.